# Cezar Mircea Măgureanu
Cezar Mircea Măgureanu (n. 26 iulie 1956) este un fost politician român, fost senator în Parlamentul României din partea PNL în legislatura 2008-2012. 

## Controverse
A fost acuzat în presă de legături cu clanul „Butoane” din lumea interlopă despre care se afirmă că se ocupă cu cămătărie.
Pe 10 iunie 2015 DNA l-a pus sub urmărire penală pe Cezar Măgureanu pentru trafic de influență.
Pe 8 noiembrie 2018 DNA a hotărât clasarea cauzei în ceea ce îl privește pe Cezar Măgureanu.